# Liste des chapitres de Pandora Hearts
Cet article est un complément de l'article sur le manga Pandora Hearts, contenant la liste des volumes dudit manga avec les chapitres qu’ils contiennent.

## Volumes reliés

### Tomes 1 à 10
| no | Japonais         | Japonais          | Français         | Français          |
| no | Date de sortie   | ISBN              | Date de sortie   | ISBN              |
| --- | ---------------- | ----------------- | ---------------- | ----------------- |
| 1 | 27 octobre 2006  | 4-7575-1808-0     | 1er juillet 2010 | 978-2-35592-175-9 |
| Couverture : Oz Vessalius Pages : 178Liste des chapitres : - Retrace I : Innocent Calm - Un calme empreint d'innocence (罪なき平穏, Tsumi naki heion) - - Retrace II : Tempest of Conviction - Condamnation en pleine tourmente (断罪の嵐, Danzai no Arashi) - - Retrace III : Prisoner & Alichino - L'enfant perdu et le lapin noir (迷い子と黒うさぎ, Mayoigo to Kuro usagi) - - Retrace IV : Rendezvous - L'ombre du soleil levant (朝日影の場所, Asahi kage no Basho) -                                                                                            |                  |                   |                  |                   |
| 2 | 27 mars 2007     | 978-4-7575-1979-4 | 1er juillet 2010 | 978-2-35592-176-6 |
| Couverture : Gilbert Nightray Pages : 178Liste des chapitres : - Retrace V : Clockwise Doom - Cauchemar mécanique (時計回りの悪夢, Tokei mawari no Akumu) - - Retrace VI : Where am I ? - Présence décalée (食い違った現在地, Kui chigatta genzaichi) - - Retrace VII : Reunion - Nouvelles retrouvailles (再会、再び, Saikai, futatabi) - - Retrace VIII : Whisperer - Les chuchotements de l'abîme (深淵からの呼び声, Shin'en kara no Yobigoe) - - Retrace IX : Question - La question de l'ermite (隠者の問い掛け, Inja no Toikake) -                               |                  |                   |                  |                   |
| 3 | 27 juillet 2007  | 978-4-7575-2062-2 | 9 septembre 2010 | 978-2-35592-196-4 |
| Couverture : Xerxes Break Pages : 178Liste des chapitres : - Retrace X : Malediction - Les mots du maléfice (呪いの言葉, Noroi no Kotoba) - - Retrace XI : Grim - Ombres superposées (重なる影, Kasanaru kage) - - Retrace XII : Who am I ? - Tumulte sourd (零れ落ちた音, Kobore ochita oto) - - Retrace XIII : A Lost Raven - Le corbeau déchu (堕とされた鴉, Otosareta karasu) - |                  |                   |                  |                   |
| 4 | 27 décembre 2007 | 978-4-7575-2193-3 | 10 novembre 2010 | 978-2-35592-213-8 |
| Couverture : Sharon Rainsworth Pages : 178Liste des chapitres : - Retrace XIV : Lop Ear - Le lapin aux oreilles tombantes (垂れ耳ウサギ, Tare mimi usagi) - - Retrace XV : Welcome to Labyrinth - Le monde du miroir (鏡の国, Kagami no Kuni) - - Retrace XVI : Keeper of the secret - L'habitant du souvenir tortueux (歪んだ記憶の住人, Yuganda kioku no Jūnin) - - Retrace XVII : Odds and Ends - L'émeraude du souvenir (翠玉の残滓, Suigyoku no Zanshi) - - Retrace XVIII : Hollow eye socket - Le démon à l’œil rouge (紅き隻眼の悪魔, Akaki sekigan no Akuma) - |                  |                   |                  |                   |
| 5 | 26 avril 2008    | 978-4-7575-2272-5 | 13 janvier 2011  | 978-2-35592-226-8 |
| Couverture : Vincent Nightray Pages : 178Liste des chapitres : - Retrace XIX : Detestably - Un monde rouge (あかいろのせかい, Aka iro no Sekai) - - Retrace XX : Who killed poor Alice ? - Pour qui sont ces paroles ? (誰がための言葉, Dare ga tame no Kotoba) - - Retrace XXI : Discord - Dissonance (ひび割れの音, Hibiware no Oto) - - Retrace XXII : His name is... - Le héros et le garçon (英雄と少年, Eiyū to Shōnen) - |                  |                   |                  |                   |
| 6 | 27 août 2008     | 978-4-7575-2367-8 | 10 mars 2011     | 978-2-35592-246-6 |
| Couverture : Lottie Pages : 178Liste des chapitres : - Retrace XXIII : Conflict - Le jeu de l'idiot (愚者のたわぶれ, Gusha no Tawabure) - - Retrace XXIV : Hello my sister ! - Mélodie des jours passés (懐旧の旋律, Kaikyū no Senritsu) - - Retrace XXV : Elliot & Leo - La mort d'un certain valet (とある従者の死について, Toaru jūsha no Shi ni tsuite) - - Retrace XXVI : The pool of Tears - La mare de larmes (涙の池, Namida no Ike) - |                  |                   |                  |                   |
| 7 | 27 décembre 2008 | 978-4-7575-2454-5 | 12 mai 2011      | 978-2-35592-266-4 |
| Couverture : Jack Vessalius Pages : 178Liste des chapitres : - Retrace XXVII : Get out of the Pool - Un pas en avant (その一歩, Sono ippo) - - Retrace XXVIII : Modulation - Changement de ton (うつりゆく音, Utsuri yuku oto) - - Retrace XXIX : Rufus Barma - Le fou de l'opéra (オペラ座の変人, Opera za no Henjin) - - Retrace XXX : Snow White Chaos - Ténèbres blanches (純白のくろ, Junpaku no Kuro) - |                  |                   |                  |                   |
| 8 | 27 mars 2009     | 978-4-7575-2526-9 | 30 juin 2011     | 978-2-35592-283-1 |
| Extra : Le guide 8.5 est paru au Japon et en France en même temps que l'édition simple. Oz, Gilbert, et la peluche de B-Rabbit apparaissent sur la couverture. Couverture : Cheshire Pages : 210Liste des chapitres : - Retrace XXXI : Countervalue of Loss - Compensation (喪失の対価, Sōshitsu no Taika) - - Retrace XXXII : Snow dome - Le rouge maudit (禍罪の紅, Magatsumi no Kurenai) - - Retrace XXXIII : Echo of Noise - Entourés par du bleu (あおが抱くおもい, Ao ga daku omoi) - - Histoire courte : Pandora Hearts                                         |                  |                   |                  |                   |
| 9 | 27 juillet 2009  | 978-4-7575-2631-0 | 8 septembre 2011 | 978-2-35592-307-4 |
| Couverture : Echo Pages : 178Liste des chapitres : - Retrace XXXIV : Noise of Echo - Le sortilège des ficelles (操り糸の呪縛, Ayatsuri ito no Jubaku) - - Retrace XXXV : Madness of Lost Memories - Jambes vacillantes (ゆらぐ足元, Yuragu ashimoto) - - Retrace XXXVI : Sablier - La ville de sable (砂上の街, Sajō no Machi) - - Retrace XXXVII : Glen Baskerville - Au bout de la mélodie (せんりつの果てに, Senritsu no Hate ni) - |                  |                   |                  |                   |
| 10 | 27 novembre 2009 | 978-4-7575-2735-5 | 10 novembre 2011 | 978-2-35592-328-9 |
| Couverture : Glen Baskerville Pages : 178Liste des chapitres : - Retrace XXXVIII : Scapegoat - À qui se raccrocher ? (縋り付く腕, Sugari tsuku ude) - - Retrace XXXIX : Gate of Blackness - Ténèbres enivrantes (誘われる闇, Sasowareru yami) - - Retrace XL : Blindness - Douleur muette (ムオンノイタミ, Muon no Itami) - - Retrace XLI : Where am I !? - Nuage de poussière, brise légère (砂塵 静風, Sajin seifū) - |                  |                   |                  |                   |

### Tomes 11 à 20
| no | Japonais         | Japonais          | Français          | Français          |
| no | Date de sortie   | ISBN              | Date de sortie    | ISBN              |
| --- | ---------------- | ----------------- | ----------------- | ----------------- |
| 11 | 27 mars 2010     | 978-4-7575-2833-8 | 12 janvier 2012   | 978-2-35592-343-2 |
| Couverture : Reim Lunettes Pages : 178Liste des chapitres : - Retrace XLII : Stray - Addition négative (負の加算, Fu no Kasan) - - Retrace XLIII : Crown of Clown - La chaîne invisible (不可視の鎖, Fukashi no Kusari) - - Retrace XLIV : Dusty Sky - Prémices aux nuages noirs (暗雲の先に, An'un no Saki ni) - - Retrace XLV : Queen of Hurts - Le chasseur de têtes (首を狩る者, Kubi o karu mono) - |                  |                   |                   |                   |
| 12 | 27 juillet 2010  | 978-4-7575-2947-2 | 8 mars 2012       | 978-2-35592-366-1 |
| Couverture : Ada Vessalius Pages : 194Liste des chapitres : - Retrace XLVI : Persona - Le masque sur les cheveux d'or (金色の上の仮面, Kin'iro no ue no Kamen) - - Retrace XLVII : Unbirthday - Le jour de sa non-naissance (うまれてこなかった日, Umarete konakatta hi) - - Retrace XLVIII : Isla Yura - Le serpent venu d'un pays étranger (かの国の蛇, Kano kuni no Hebi) - - Retrace XLIX : Night in gale - Clair de lune (月照らすもの, Tsuki terasu mono) - |                  |                   |                   |                   |
| 13 | 27 novembre 2010 | 978-4-7575-3077-5 | 10 mai 2012       | 978-2-35592-392-0 |
| Couverture : Lily Pages : 178Liste des chapitres : - Retrace L : Reverse Corte - Piano muet (鳴らない鍵盤, Naranai kenban) - - Retrace LI : Lily & Reim - Mémoires d'un incapable (能無しのメモワール, Nōnashi no Memowāru) - - Retrace LII : Bloody Rites - Bruits de pas déformés (歪な足音, Ibitsuna ashioto) - - Retrace LIII : Humpty Dumpty Sat On A Wall - Humpty Dumpty (ハンプティダンプティ, Hanputi Danputi) - |                  |                   |                   |                   |
| 14 | 26 mars 2011     | 978-4-7575-3182-6 | 5 juillet 2012    | 978-2-35592-416-3 |
| Couverture : Elliot Nightray Pages : 194Liste des chapitres : - Retrace LIV : Blank Smile - Une fausse tragédie (偽りの悲劇, Itsuwari no Higeki) - - Retrace LV : Black to Black - Les ténèbres de son œil gauche (ひだりの闇, Hidari no Yami) - - Retrace LVI : Rabbit Eyes - Le rouge de la destruction (破壊の紅, Hakai no Kurenai) - - Retrace LVII : Humpty Dumpty had a great fall - Souvenir clos (閉鎖の追憶, Heisa no Tsuioku) - |                  |                   |                   |                   |
| 15 | 27 juillet 2011  | 978-4-7575-3304-2 | 13 septembre 2012 | 978-2-35592-433-0 |
| Couverture : Rufus Barma Pages : 178Liste des chapitres : - Retrace LVIII : Puddle of blood - Un nom englouti (沈みゆく名前, Shizumi yuku namae) - - Retrace LIX : Couldn't put Humpty Dumpty together again - Elliot Nightray (エリオット＝ナイトレイ, Eriotto Naitorei) - - Retrace LX : Egg Shell - Triste disparition (喪失, Sōshitsu) - - Retrace LXI : Demios - Le monde qu'il désire (彼が望む世界, Kare ga nozomu sekai) - |                  |                   |                   |                   |
| 16 | 26 novembre 2011 | 978-4-7575-3356-1 | 13 décembre 2012  | 978-2-35592-470-5 |
| Extra : La version japonaise du tome 16 (ISBN 978-4-7575-3357-8) est sortie en édition limitée comprenant un CD bonus. Leo apparaît aussi sur la couverture de cette édition. Couverture : Leo Pages : 178Liste des chapitres : - Retrace LXII : Repose - Éclaircie (雨間, Amama) - - Retrace LXIII : Purpose - Ce que l'on confie (託されたもの, Takusareta mono) - - Retrace LXIV : Tarantelle - Ailes noires (黒翼, Kuro tsubasa) - - Retrace LXV : Collapse - Revirement (暗転, Anten) - |                  |                   |                   |                   |
| 17 | 27 mars 2012     | 978-4-7575-3358-5 | 14 mars 2013      | 978-2-35592-503-0 |
| Extra : La version japonaise du tome 17 (ISBN 978-4-7575-3314-1) est sortie en édition limitée comprenant un goodies en caoutchouc. Oz, Alice et Gilbert apparaissent sur la couverture. Couverture : Lacie Pages : 178Liste des chapitres : - Retrace LXVI : Jack - Par un jour de neige (雪の降る日に, Yuki no Furu bi ni) - - Retrace LXVII : Lacie - Les gardiens vêtus de rouge (紅を纏う者達, Kurenai o matō monotachi) - - Retrace LXVIII : Glen - Celui qui la condamnera (彼女を堕とすもの, Kanojo o otosu mono) - - Retrace LXIX : Alice - La volonté de l'abysse (アヴィスの意志, Abisu no Ishi) - - Retrace LXX : Oz - Vérité (真実, Shinjitsu) - |                  |                   |                   |                   |
| 18 | 27 juillet 2012  | 978-4-7575-3682-1 | 13 juin 2013      | 978-2-35592-539-9 |
| Extra : Le guide 18.5 est paru au Japon et en France en même temps que l'édition simple. Oz et Alice apparaissent sur la couverture. Couverture : Revis Pages : 178Liste des chapitres : - Retrace LXXI : Black Rabbit - Le jour de ta naissance (君の生まれた日, Kimi no umareta hi) - - Retrace LXXII : Bloody Rabbit - Chaînes (鎖, Kusari) - - Retrace LXXIII : A note - Arthur Barma (アーサー＝バルマ, Āsā Baruma) - - Retrace LXXIV : Broken Rabbit - Tes mains sont vides (からっぽな掌, Karappona tenohira) - |                  |                   |                   |                   |
| 19 | 27 novembre 2012 | 978-4-7575-3584-8 | 12 septembre 2013 | 978-2-35592-575-7 |
| Extra : La version japonaise du tome 19 (ISBN 978-4-7575-3586-2) est sorti en édition limitée comprenant un goodies en caoutchouc. Oz et la peluche du lapin Oz apparaissent sur la couverture. Couverture : La volonté de l'abysse Page : 178Liste des chapitres : - Retrace LXXV : Alone - La peluche solitaire (ひとりぼっちの人形, Hitori botchi no Ningyō) - - Retrace LXXVI : Alice & Oz - L'enfant perdue et le lapin noir (迷い子と黒うさぎ, Mayoigo to Kuro usagi) - - Retrace LXXVII : Vacant - Une âme vide (虚ろな魂, Utsurona tamashī) - - Retrace LXXVIII : Decision - Un choix (選択, Sentaku) -                                               |                  |                   |                   |                   |
| 20 | 27 mai 2013      | 978-4-7575-3585-5 | 28 novembre 2013  | 978-2-35592-600-6 |
| Extra : La version japonaise du tome 20 (ISBN 978-4-7575-3587-9) sortira en édition limitée comprenant un goodies en caoutchouc. Gilbert apparaît sur la couverture. Couverture : Oscar Vessalius Page : 210Liste des chapitres : - Retrace LXXIX : Falling - Pluie incessante (止まない雨, Yamanai ame) - - Retrace LXXX : Oscar Vessalius - Un coin ensoleillé (日だまりの在り処, Hidamari no Arika) - - Retrace LXXXI : Children - Ceux que je protège (護る者, Mamoru mono) - - Retrace LXXXII : Wish - Les mots du maléfice (呪いの言葉, Noroi no Kotoba) - - Extra episode : It makes all kinds - Ressemblance apparente (にてひなり, Nite hinari) -    |                  |                   |                   |                   |

### Tomes 21 à 24
| no | Japonais         | Japonais          | Français          | Français          |
| no | Date de sortie   | ISBN              | Date de sortie    | ISBN              |
| --- | ---------------- | ----------------- | ----------------- | ----------------- |
| 21 | 27 novembre 2013 | 978-4-7575-4151-1 | 13 mars 2014      | 978-2-35592-645-7 |
| Couverture : Zwei Pages : 210Liste des chapitres : - Retrace LXXXIII : After the rain - Clé (鍵, Kagi) - - Retrace LXXXIV : Trickster - La mascarade du décoiffé (赤髪の道化, Aka kami no Dōke) - - Retrace LXXXV : Reverberate - Écho (残響, Zankyō) - - Retrace LXXXVI : Wager - Un instant et juste avant (点と点の先, Ten to ten no saki) - - Retrace LXXXVII : Starting Point - La ville du commencement (はじまりの街, Hajimari no Machi) - - Extra episode : Together - Le corbeau à une seule aile (かたはのからす, Katawa no Karasu) - |                  |                   |                   |                   |
| 22 | 27 avril 2014    | 978-4-7575-4197-9 | 11 septembre 2014 | 978-2-35592-720-1 |
| Couverture : Oz Vessalius Pages : 210Liste des chapitres : - Retrace LXXXVIII : Answer - L'énigme de l'ermite (隠者の問い掛け, Inja no Toikake) - - Retrace LXXXIX : Staccato Drop - Des sons séparés (分かたれる音, Wakatareru Oto) - - Retrace XC : Clocktower - Le glas (終わりの鐘, Owari no Kane) - - Retrace XCI : Juror - Ceux qui demeurent cachés (潜む鐘, Hisomu kane) - - Retrace XCII : A Story - Chacun son... (それぞれの, Sorezore no) -                                                                                         |                  |                   |                   |                   |
| 23 | 27 juin 2015     | 978-4-7575-4528-1 | 19 novembre 2015  | 978-2-35592-802-4 |
| Couverture : Alice Pages : 240Liste des chapitres : - Retrace XCIII : Abyss - Retrace XCIV : Blaze - Retrace XCV : Vincent - Retrace XCVI : Disagree - Retrace XCVII : I am - Retrace XCVIII : Reverberate |                  |                   |                   |                   |
| 24 | 27 juin 2015     | 978-4-7575-4529-8 | 14 avril 2016     | 978-2-35592-930-4 |
| Couverture : Alice Pages : 304Liste des chapitres : - Retrace XCIX : Shade - Retrace C : Ossia - Retrace CI : Oswald - Retrace CII : The Nursery - Retrace CIII : Call your name - Retrace CIV : Will |                  |                   |                   |                   |

### Square Enix
1. 1 2  Tome 1
2. 1 2  Tome 2
3. 1 2  Tome 3
4. 1 2  Tome 4
5. 1 2  Tome 5
6. 1 2  Tome 6
7. 1 2  Tome 7
8. 1 2  Tome 8
9. 1 2  Tome 9
10. 1 2  Tome 10
11. 1 2  Tome 11
12. 1 2  Tome 12
13. 1 2  Tome 13
14. 1 2  Tome 14
15. 1 2  Tome 15
16. 1 2  Tome 16
17. 1 2  Tome 17
18. 1 2  Tome 18
19. 1 2  Tome 19
20. 1 2  Tome 20
21. 1 2  Tome 21
22. 1 2  Tome 22
23. 1 2  Tome 23
24. 1 2  Tome 24

### Ki-oon
1. 1 2  Tome 1
2. 1 2  Tome 2
3. 1 2  Tome 3
4. 1 2  Tome 4
5. 1 2  Tome 5
6. 1 2  Tome 6
7. 1 2  Tome 7
8. 1 2  Tome 8
9. 1 2  Tome 9
10. 1 2  Tome 10
11. 1 2  Tome 11
12. 1 2  Tome 12
13. 1 2  Tome 13
14. 1 2  Tome 14
15. 1 2  Tome 15
16. 1 2  Tome 16
17. 1 2  Tome 17
18. 1 2  Tome 18
19. 1 2  Tome 19
20. 1 2  Tome 20
21. 1 2  Tome 21
22. 1 2  Tome 22
23. 1 2  Tome 23
24. 1 2  Tome 24